# Kiel-Wellsee
Wellsee ist ein Stadtteil im Süden von Kiel.

## Geschichte & Entwicklung
Wellsee wurde erstmals 1270 unter den Namen Wilse und Welse erwähnt. Welse ist slawisch und bedeutet Erlensee. Das alte Dorf hatte im Jahre 1850 zwölf Voll- und Halbhufen sowie fünf Katen- und Anbauerstellen. Im Jahre 1970 wurde Wellsee in Kiel eingemeindet, dadurch wuchs das Kieler Stadtgebiet um 501 Hektar. Von 1911 bis 1961 war Wellsee Bahnstation der Kleinbahn Kiel–Segeberg, deren Gleise bereits 1962 entfernt wurden. Im Rahmen des Projektes der S-Bahn Kiel, das nach 2030 realisiert werden könnte, soll an der Bahnstrecke Kiel–Lübeck ein Haltepunkt am Wellseedamm eingerichtet werden.
In den 1990er Jahren wurde westlich des alten Dorfkernes ein ca. 4 km² großes Neubaugebiet ausgeschrieben. Die Hälfte wurde bislang durch Reihenhäuser und teilgeförderte Mehrfamilienhäuser erschlossen, ein weiterer Bauabschnitt mit Einzelhäusern ist derzeit in der Umsetzung. Die Straßen sind nach Widerstandskämpfern wie Claus Schenk Graf von Stauffenberg (Stauffenbergring) oder Carl Friedrich Goerdeler (Goerdelerring) benannt.

## Bekannte Orte
- Der Wellsee gehört zu den Standgewässern in Schleswig-Holstein. Er ist ein beliebtes Naherholungsgebiet.
- Im Industrieareal Wellsee haben viele Unternehmen der verschiedensten Branchen eine Produktions- und Arbeitsstätte.[5]
- Der Sportplatz in der Liselotte-Herrmann-Straße ist die Heimat des ansässigen Sportvereins SC Fortuna Wellsee.

## Schulen
- Grundschule Wellsee

Jugendaufbauwerk Kiel – Bildungsstätte Wellsee

- Jugendaufbauwerk Kiel – Bildungsstätte Wellsee